# 陈辉燎
陳輝燎（越南语：／；1901年11月5日—1969年7月28日），越南革命运动活动家、历史学家、作家。越南勞動黨黨員。

## 生平
陳輝燎出生於南定省，曾在河内國家大学学习。1924年起，任《東法時報》編輯時，宣揚越南獨立运动，又辦了一些報刊，出版了许多论述越南獨立运动各种问题的文章，以揭露法国帝国主义者的殖民政策。1927年在南圻加入越南國民黨，翌年被捕流放到崑崙島，在那裡他接受了共產主義思想。1928年—1936年为越南民族党成局。1936年加入印度支那共产党（1951年改称越南劳动党）。1939年再次被捕，1945年3月越獄，回到河內從事共產主義革命工作。
1945年八月革命之後，陳輝燎、阮良鵬、瞿輝瑾代表越盟前往順化，接受保大帝的退位。此後任軍事委員會政治局局長、越盟總部書記、救國文學者會主席等職務。
1953年轉入學術研究，任勞動黨黨中央直屬的文史研究班班長。後又任史學院院長、翌年越南社會科學委員會副主任等職務。

## 主要著作
1. Một bầu tâm sự （1927）
2. Ngòi bút sắc （1927）
3. Hiến thân vì nước （為國獻身，1928）
4. Ngục trung kí sự （獄中記事，1927）
5. Anh hùng yêu nước （愛國英雄，1928）
6. Câu chuyện chung （1928）
7. Thái Nguyên khởi nghĩa （太原起義）
8. Ba người anh kiệt nước Ý （意国三英傑）

文学作品：
1. 《心事》
2. 《昆仑纪事》

## 外部連結
- Trần Huy Liệu - từ nhà cách mạng tới nhà khoa học （越南文）